# 브래니프 국제 항공
브래니프 국제 항공(Braniff International Airways)은 1928년부터 1982년까지 존재했던 미국의 항공사이다.

## 역사
브래니프 국제 항공은 토머스 브래니프와 폴 브래니프 형제가 1928년 5월 28일 항공 운수를 시작한 것이 최초이다. 같은 해 6월 20일에 첫 상업 운행을 시작하였으며, 이후 1930년에 회사가 다시 차려졌다. 1934년 항공우편 운송권을 취득하였고, 1935년에는 최초로 멕시코에 취항했다. 이후 텍사스주를 중심으로 노선을 확장했으며, 제2차 세계 대전 이후에는 중남미 운수권을 취득하여 중남미로 확대하였다.
1954년 창업자인 브래니프 형제가 사망한 후, 부회장 찰스 비어가 회장직을 승계하였다. 이 무렵에 첫 제트기인 보잉 707을 도입한 것을 시작으로 항공기를 제트기로 교체했다. 1964년 보험지주 회사인 그레이트아메리카 코퍼레이션에 인수된 이후에는 이미지를 현대적으로 개편하고, 서비스에 새롭고 다채로운 시도를 많이 하였다.
1970년대 후반에는 항공운수가 자유화되면서 노선을 대폭 확장했으나, 하필 이 무렵에 유류 파동으로 위기를 맞기 시작했다. 이러한 와중에도 1979년에 에어 프랑스와 영국항공과 합작하여 콩코드를 운행하였으나, 수요층이 없어 1년만에 중단하였다. 이후에도 경영은 악화되었으며, 결국 1982년 5월 12일을 끝으로 파산하였다.
이후 1983년과 1991년에 같은 이름을 가진 항공사가 설립되었으나, 이마저도 모두 실패로 끝났다. 대한민국에는 1979년부터 서울과 로스앤젤레스 간의 노선으로 운행을 시작하였으나, 이듬해인 1980년에 경영 악화로 운항을 중지하였다.

## 같이 보기
- 미국의 없어진 항공사 목록